# ジェームズ・ガーディナー
ジェームズ・マクドナルド・ガーディナー（James McDonald Gardiner、1857年5月22日 - 1925年11月25日）は、アメリカ人建築家、教育者、宣教師。
米国聖公会から日本に派遣され、立教学校、立教大学校（現・立教大学）で校長、教員を務めた。東京築地にあった立教大学校の校舎群や、聖堂などを設計する。立教大学の創生期において、校長、教員のみならず、建築士としても活躍し、米国式カレッジの設立と運営に大きく貢献した。校長退任後は、本格的に建築家を専業とし、日本各地で設計を行う。京都の聖アグネス教会や京都聖ヨハネ教会（博物館明治村に移設）などの教会建築のほか、横浜に移築されている外交官の家など、邸宅の建築も多く手掛けた。

## 生涯
- 1857年5月22日 - アメリカ合衆国ミズーリ州東部の都市、セントルイスで生まれる[3][5]。

父は同じジェームズ、母はマーガレット（旧姓マッカートニー・ゴードン）、共にスコットランド出身。
- 1870年代 - 一家はニュージャージー州ハッケンサックに移る。

この頃、ハッケンサック・アカデミーで大学への予備教育を受ける。
- 1875年（明治8年）- ハーバード大学へ入学。
- 1877年（明治10年）- 専門課程への進学を断念し、大学を中退。
- 1879年（明治12年）- ニューヨークのフレーザー＆エドワーズ商会に経理係として勤務[3]。

この頃、米国聖公会内外伝道局の執事の選ばれ、海外伝道を志す。
- 1880年（明治13年）
  - コネチカット州、セレック・スクールに転職。
  - 6月 - チャニング・ウィリアムズの要請により米国聖公会伝道局から築地の立教学校への派遣が決定される。
  - 8月 - ニューヨークを出発。
  - 9月20日 - サンフランシスコを出航。
  - 10月14日 - 横浜へ到着[6][注釈 2]。同月には立教学校の初代校長に就任する[8]。立教学校では化学と英文学を教える[9]。
- 1881年 （明治14年）
  - 日光でフローレンス・ピットマンに出会い、婚約する[5]。
  - 築地居留地37番に立教大学校（St. Paul's College）の校舎の建設を着工。
- 1882年（明治15年）
  - ガーディナーが設計した大阪・英和学舎（立教大学の前身の一つ）の付属礼拝堂である聖テモテ教会（現・川口基督教会）の建築工事が進行。この際、工事管理に正式な建築教育を受けていないテオドシウス・ティング（米国聖公会宣教師・司祭）を入れて設計・建築技術を学ばせる[10]。
  - 5月7日 - 大阪・英和学舎内の聖テモテ教会礼拝堂（教会堂）の落成を祝って、祈祷ならびに説教会を開始[11]。
  - 5月16日 - 東京・芝の聖アンデレ教会でフローレンスと結婚[7][注釈 3][注釈 4]。（博物館明治村に、新婦が着用したウェディングドレスが現存。）
  - 夫婦は築地居留地26番に居住。同邸宅の2部屋を立教女学校（現・立教女学院）の校舎として使用。
  - 立教学校は、ガーディナーの有能な管理のもとで引き続き繁栄する[7]。
  - 6月 - 立教女学校の全責任はガーディナー夫妻の手に委ねられる[7]。
  - 12月 - 築地居留地37番の立教大学校の校舎が竣工。
- 1883年（明治16年）
  - 1月 - 立教大学校設立。校長に就任する。立教大学校では英文学を教える[9]。
  - 長女ヘルダ・ホートンが生まれるも2か月で早世。
- 1884年（明治17年）
  - 3月 - 築地居留地26番に立教女学校の新校舎が竣工。
  - 一時体調を崩して帰米。ハッケンサックの実家で静養。長男ローレンスが生まれる。
- 1885年（明治18年）- 日本へ戻る[6]。
- 1886年（明治19年）- 次女ハスノハナが生まれる。
- 1887年（明治20年）
  - 東京専門学校（現早稲田大学）、共立学校（現開成中学校・高等学校）でも英語講師を務める[12]。
  - この頃から毎夏、日光で過ごす。当時は安養院の離れを借りて宿舎とする。
- 1889年（明治22年）
  - 3月31日 - 鹿鳴館で開催された大日本帝国憲法発布祝賀夜会に夫妻で招待される[13]。
  - 12月1日 - 築地居留地39番に聖三一大聖堂（立教教会）が竣工[14][15]。
- 1890年（明治23年）- 校名が立教学校に戻る。三女アーネスティンが生まれる。
- 1892年（明治25年）
  - 6月 - 立教学校長を退任[8]。本格的に建築家としての人生を歩み始める。
  - 家族とともに帰米。
- 1893年（明治26年）- 聖三一大聖堂（立教教会）の内部装飾を親友のジョサイア・コンドルが手掛ける[16][17]。
- 1894年（明治27年）
  - 6月20日 - 明治東京地震で立教学校校舎などの初期作品が被害を受ける。以来、建物の耐震性を考慮した設計を行うようになり[6]、これまでの総煉瓦造ではなく、建物の下層部は煉瓦だが、上層部を軽量の木材を用いるなどの設計を行う[4]。また、築地の自邸の庭に地震計を置いて観測し、帝国大学の先生が訪れていたとガーディナーの娘が記憶している[3]。
  - 同年、大学時代の旧友と再会するため、また、米国各地を旅行するため再び帰国する。旅行先では日本について講演した。また、旧友の協力により論文を提出、ハーバード大学で文学士の学位を取得し卒業する。帰国後、立教大学校英語・英文学教授の地位に再び就く[18]。
  - 四女リリアンが生まれる。
  - 築地居留地40番に自宅を建設する。
- 1896年（明治29年）- 東京演劇音楽協会設立に関与し、幹事に就任。（ジョサイア・コンドルも参加、第1回公演に出演。）

その他、東京教師協会初代会長、日本アジア協会会員（顧問・会計）、東京文芸協会（東京文学音楽協会）文学委員会委員長、日本音楽協会、日本写真協会、日本YMCA事務局諮問委員、東京宣教師管区書記、東京デュプリケート（ホイスト）（＝コンストラクトブリッジ）クラブ設立メンバー、東京野球クラブ、東京チェスクラブ、東京講演協会などにも参加。
- 1898年（明治31年）- 小村寿太郎、吉川重吉らとともに日本ハーバードクラブを設立[6]。副会長となる。
- 1901年（明治34年）- 一家で、アジア、中近東、ヨーロッパを経由して帰米。
- 1903年（明治36年）- ガーディナー建築事務所を開業[6]。ミッション以外の仕事も積極的に手掛けるようになる。
- 1904年（明治37年）- 麹町区五番町に移転。近くに津田梅子が創設した女子英学塾（のちの津田塾大学）があり、夫妻は講師を務め、後まで交流が続く。
- 1908年（明治41年）- 老衰したウィリアムズとともに帰米し、リッチモンドまで送る[5]。米国聖公会伝道局を退職。
- 1910年（明治43年）- 麹町区土手三番町の建設事務所を兼ねた自邸へ移転。建築活動に専念する。
- 1923年（大正12年）9月1日 - 関東大震災により築地の教会、学校の諸施設のほとんどが崩壊、焼失する。この日、ガーディナー一家は日光に滞在していて無事だった。
- 1925年（大正14年）
  - 11月25日 - 聖路加病院にて死去[1]。
  - 同月27日、東京池袋の立教大学で葬儀が行われ、彼の設計による日光真光教会に埋葬された[1]。
- 1926年（大正15年）
  - 12月 - 立教大学諸聖徒礼拝堂でガーディナー記念礼拝式が開かれる。同日記念銘板除幕式、図書館で肖像画（石橋和訓画）除幕式[3][注釈 5]。

## 関係人物
ガーディナーの次女、ハスノハナは1916年（大正5年）に米国聖公会の宣教師シャーリー・ホール・ニコルス（Shirley Hall Nichols）と結婚。1925年（大正14年）にニコルスは日本聖公会京都教区の第2代主教であったヘンリー・セントジョージ・タッカーの後任として第3代主教に選出された。現在京都にあるウイリアムス神学館の建物は、ガーディナー建築事務所の上林敬吉が設計して1931年（昭和6年）に完成し、ニコルスの邸宅であったといわれている。

## ガーデナー会
1908年（明治41年）には、立教学院校友会内の団体の一つとしてガーデナー会（旧・立教大学生徒会）が組織されており、立教大学の卒業生である平澤三郎（武州鉄道株式会社取締役、立教大学校友会顧問）が会計を務めた。

## 主な設計作品

### 築地居留地

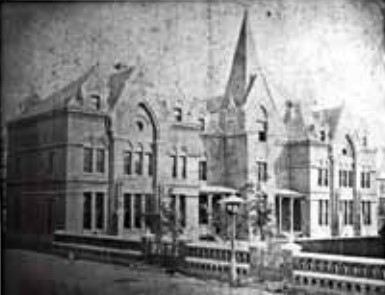
立教大学校校舎
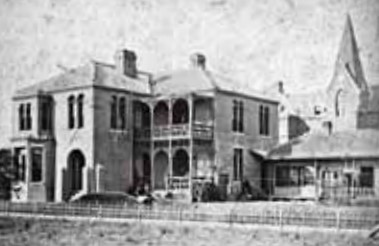
主教館
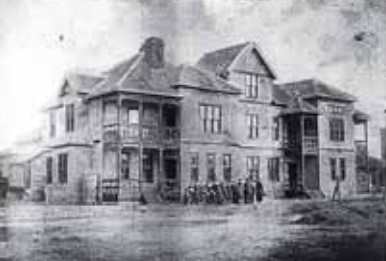
立教女学校校舎（26番）
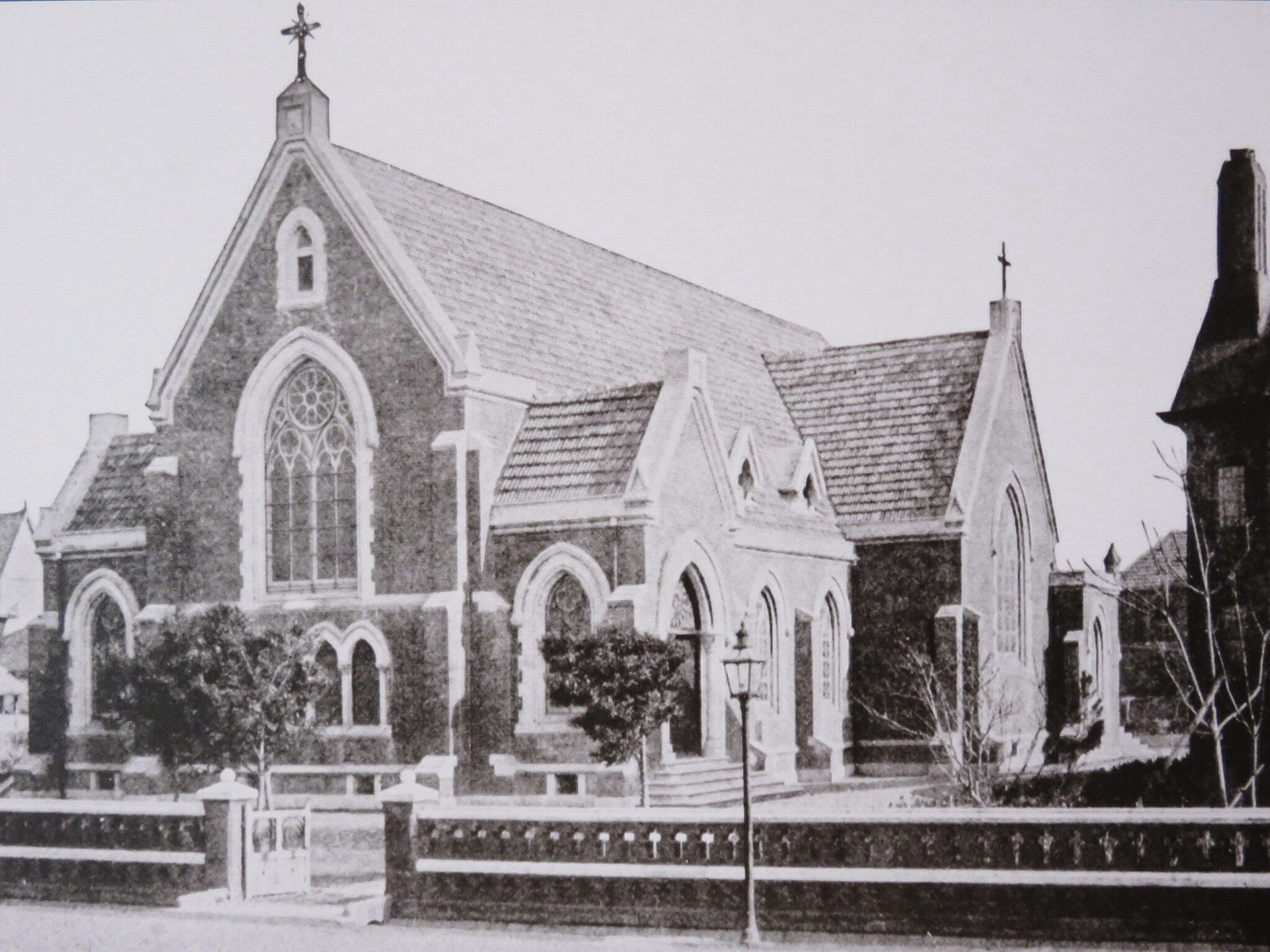
東京・聖三一大聖堂（立教教会）
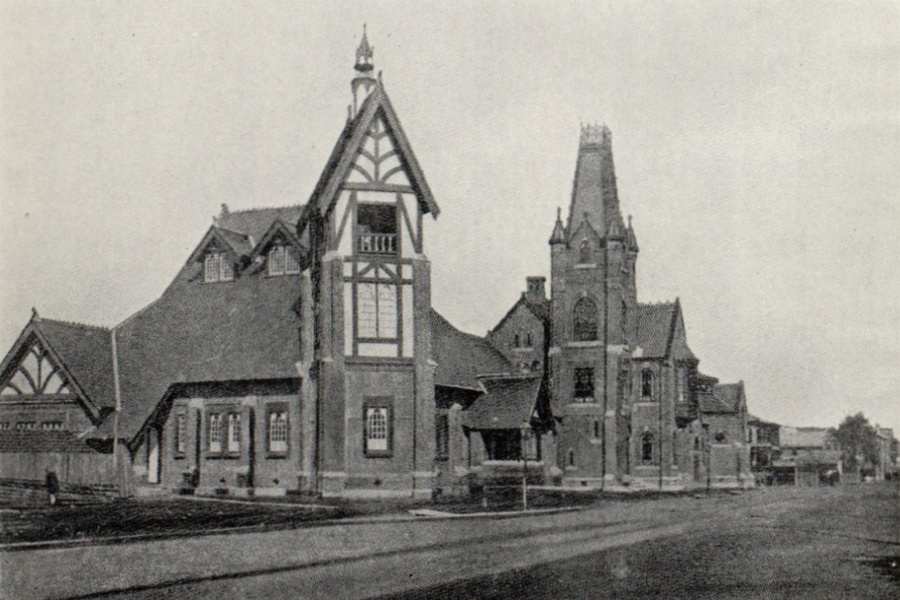
三一会館（左）と三一神学校・付属図書館（右）
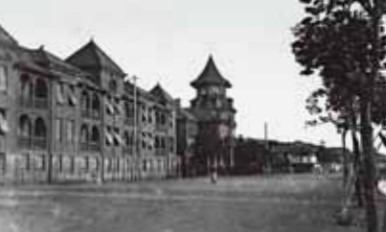
立教中学校寄宿舎（左）と校舎 六角塔（右）

| 建造物名                                       | 年月                   | 所在地               | 状態     | 備考                                           |
| ---------------------------------------------- | ---------------------- | -------------------- | -------- | ---------------------------------------------- |
| 立教大学校校舎                                 | 1882年（明治15年）12月 | 築地居留地37番       | 現存せず | [ 21 ]                                         |
| 主教館                                         | 1882年（明治15年）     | 築地居留地38番       | 現存せず |                                                |
| 立教女学校校舎                                 | 1884年（明治17年）3月  | 築地居留地26番       | 現存せず | [ 22 ]                                         |
| 三一神学校寄宿舎                               | 1889年（明治22年）     | 築地居留地53番       | 現存せず |                                                |
| 東京・聖三一大聖堂（聖三一教会、立教教会とも） | 1889年（明治22年）12月 | 築地居留地39番       | 現存せず | 1893年、内部装飾（設計はジョサイア・コンドル） |
| 三一神学校・附属図書館                         | 1892年（明治25年）     | 築地居留地53番       | 現存せず |                                                |
| 三一会館                                       | 1892年（明治25年）     | 築地居留地54番       | 現存せず |                                                |
| ガーディナー邸                                 | 1894年（明治27年）     | 築地居留地40番       | 現存せず |                                                |
| 立教中学校寄宿舎                               | 1895年（明治28年）12月 | 築地居留地59番、60番 | 現存せず | [ 1 ]                                          |
| 立教中学校校舎（六角塔）                       | 1896年（明治29年）     | 築地居留地57番、58番 | 現存せず | [ 24 ]                                         |

### 各地の建造物

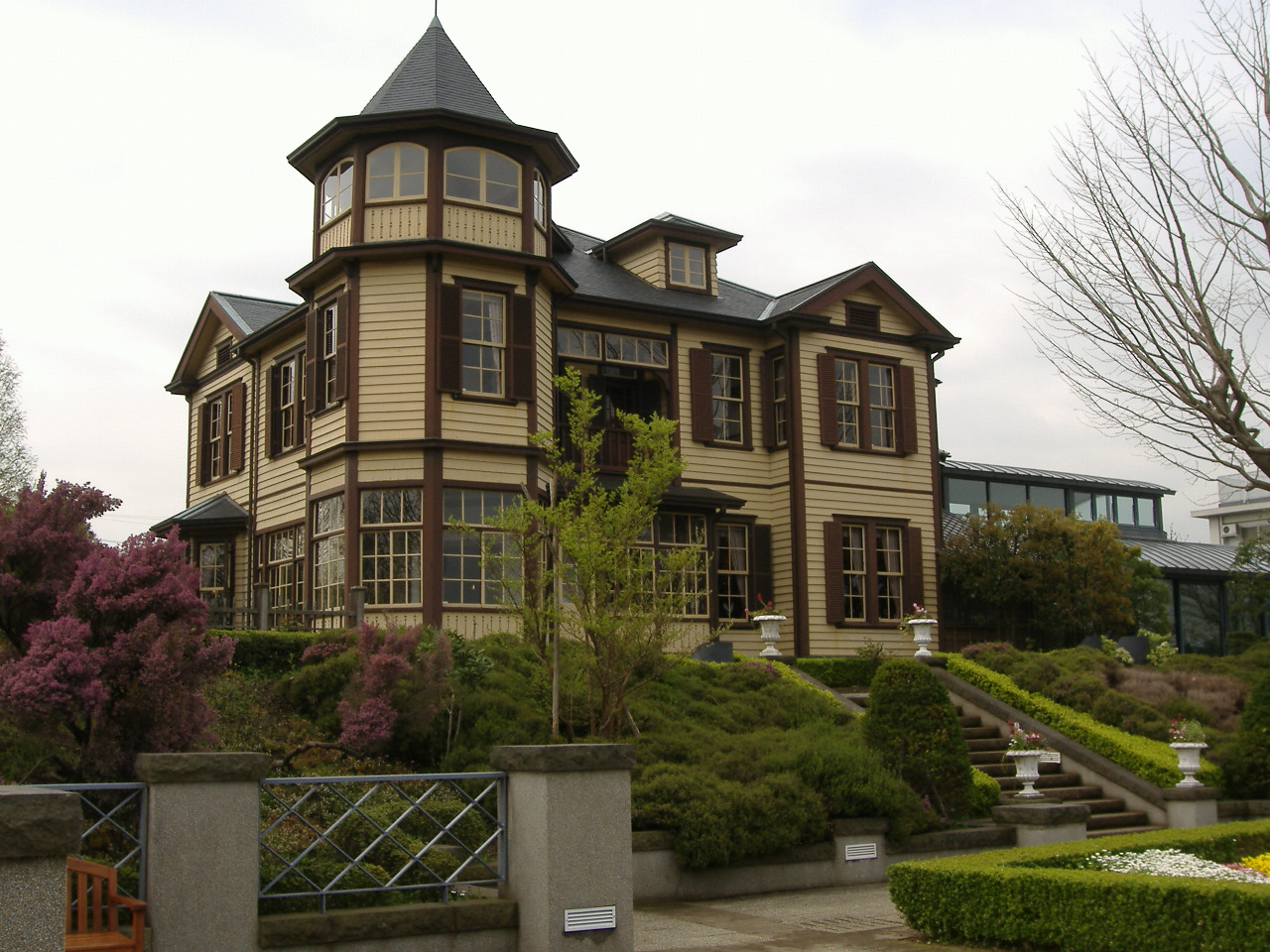
外交官の家
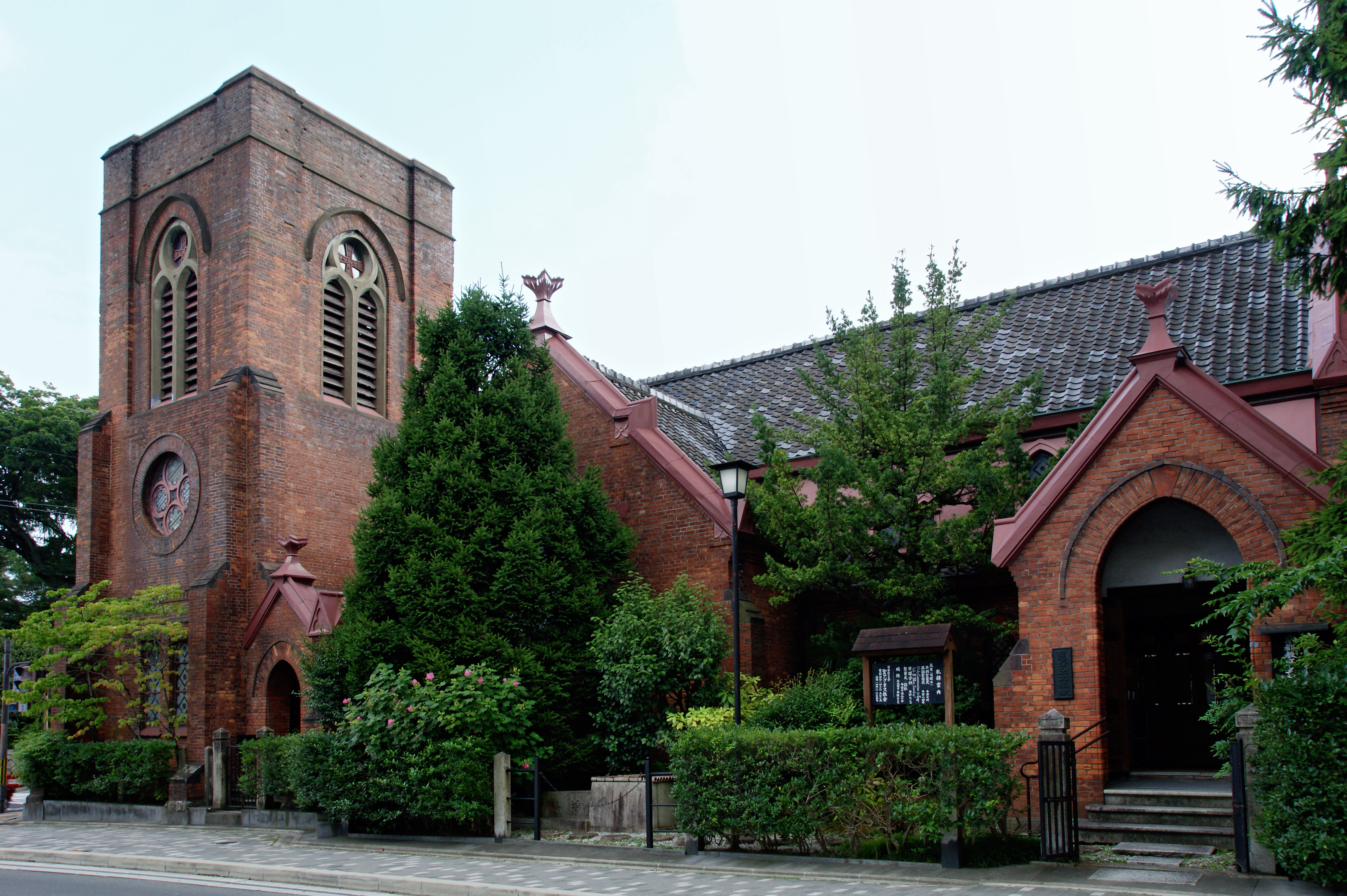
聖アグネス教会
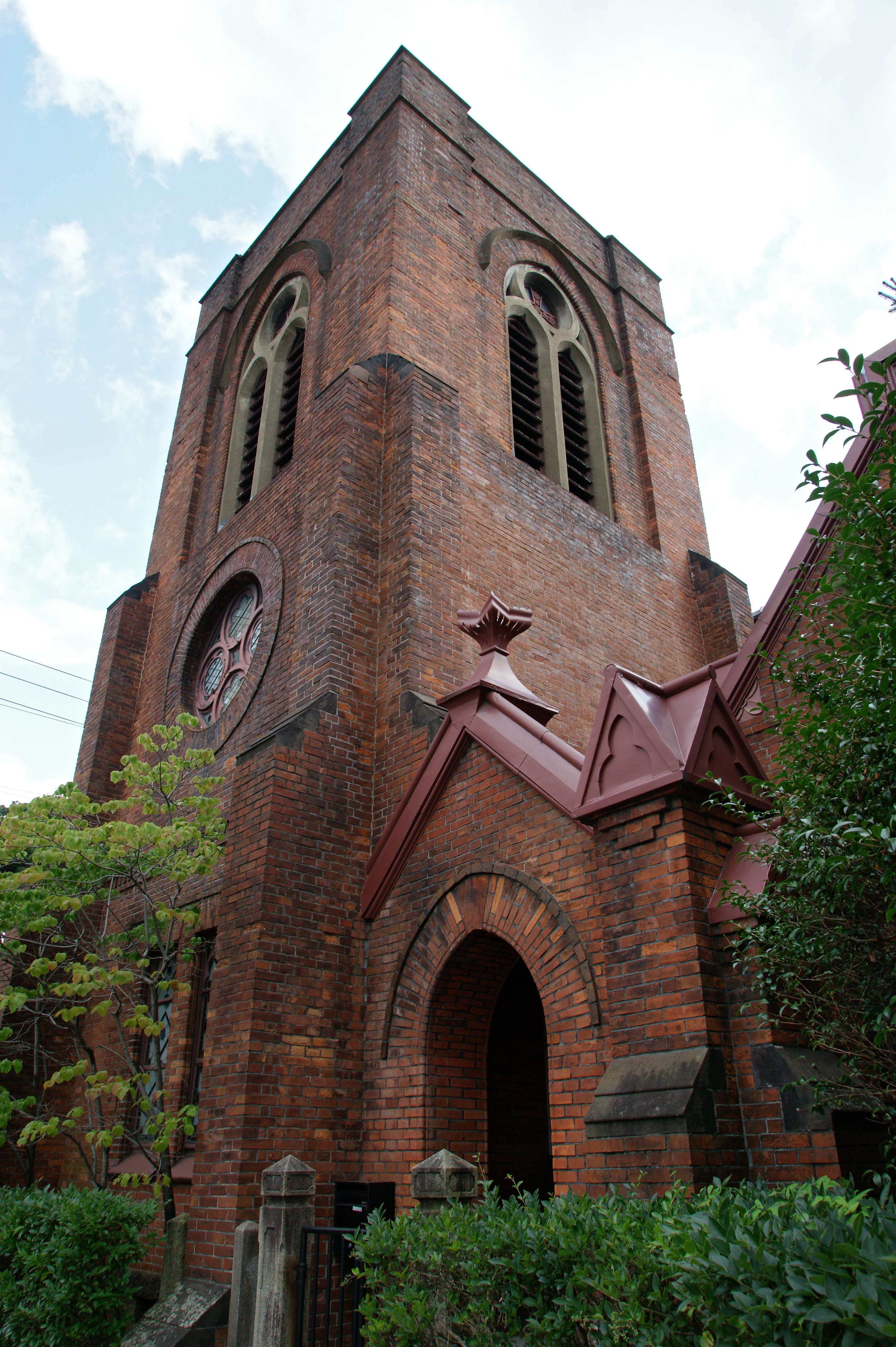
聖アグネス教会
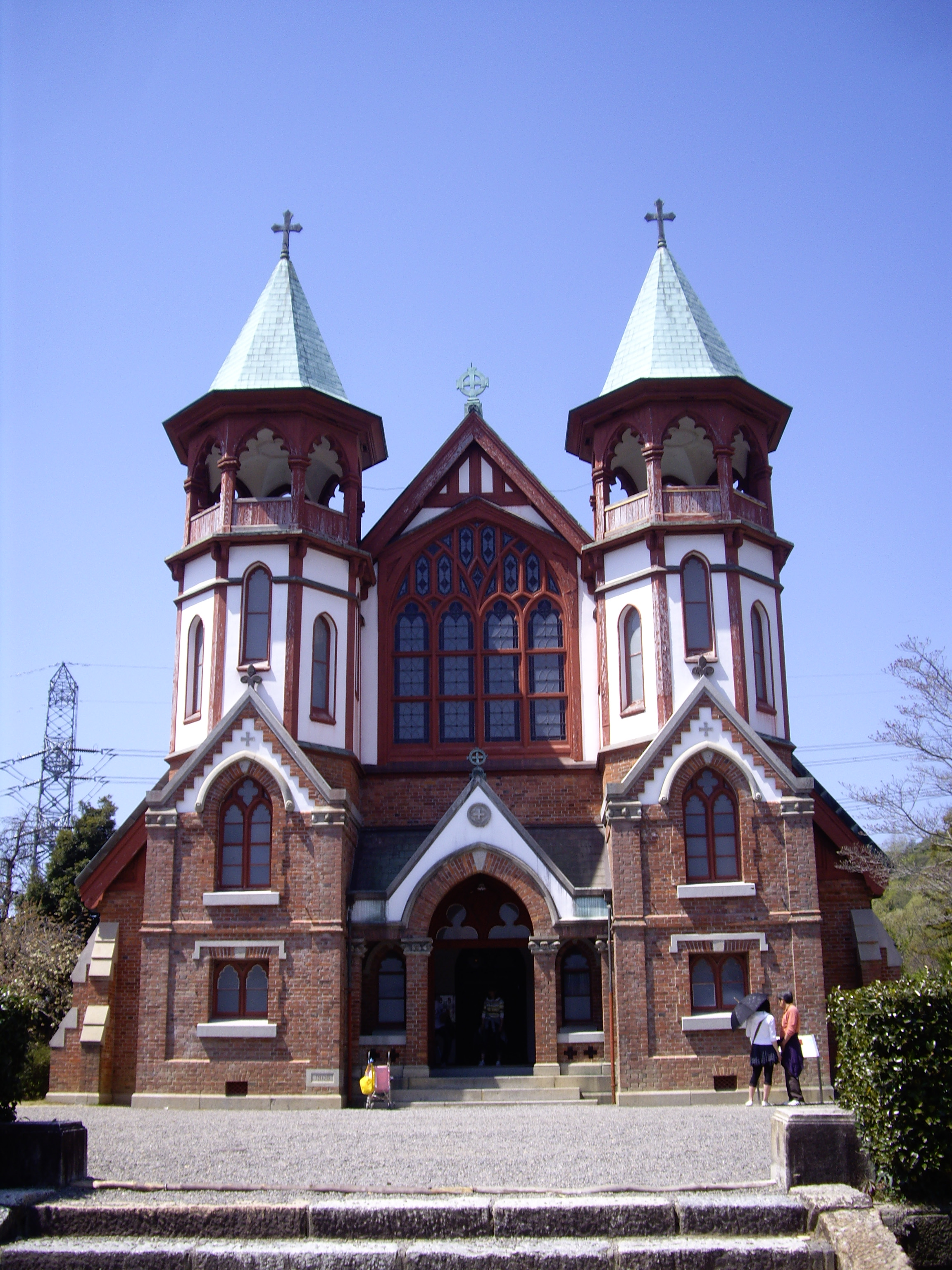
博物館明治村に移設された、京都聖ヨハネ教会
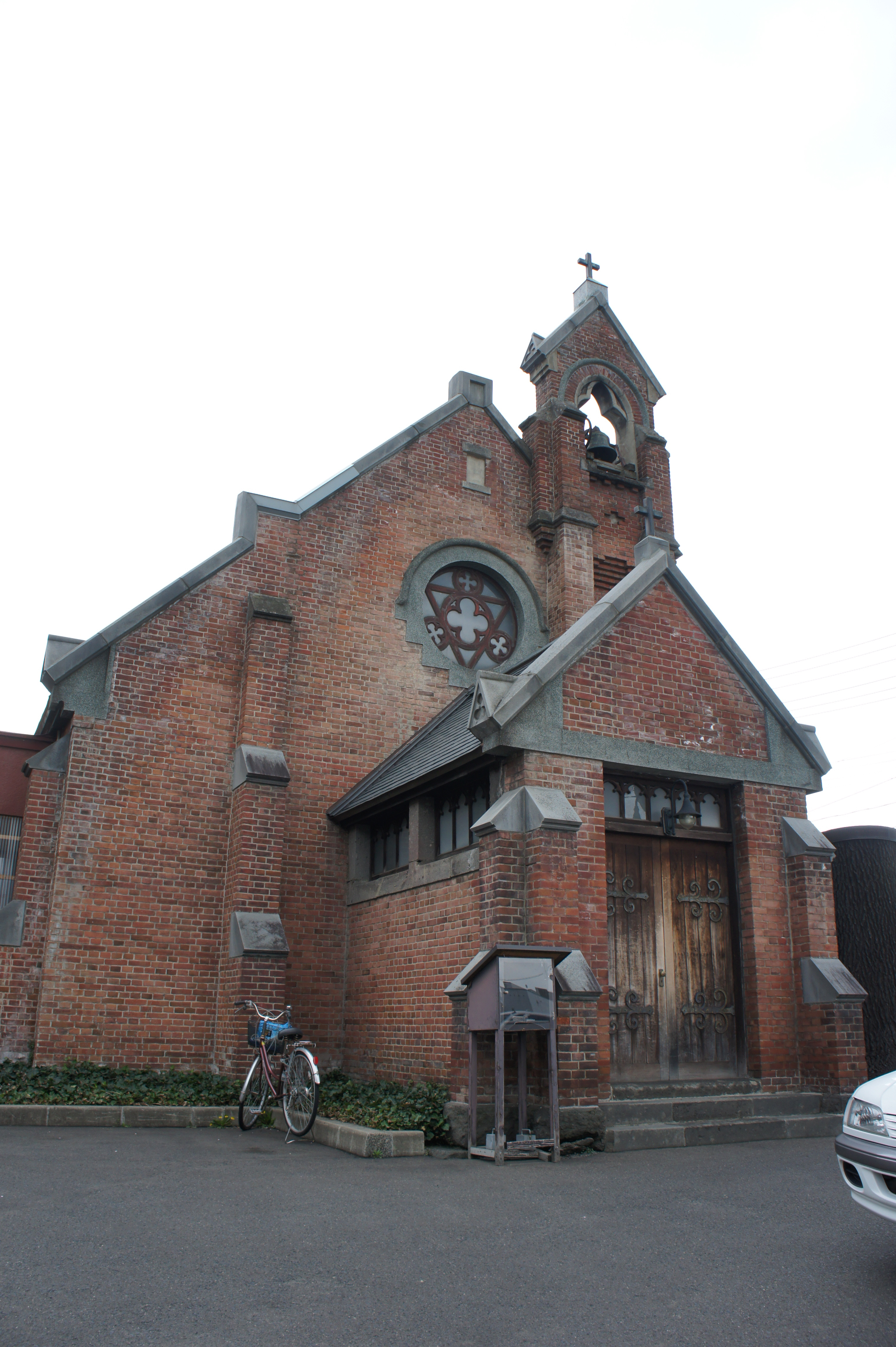
弘前昇天教会教会堂
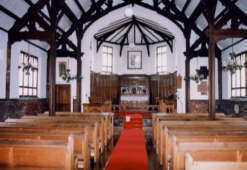
弘前昇天教会教会堂内部

| 建造物名                                           | 年月                 | 所在地                         | 状態             | 備考 |
| -------------------------------------------------- | -------------------- | ------------------------------ | ---------------- | --- |
| 聖テモテ教会（大阪・英和学舎付属礼拝堂）           | 1882年（明治15年）   | 大阪                           | 現存せず         | 東京・築地の立教学校の校長を務めながら設計。工事管理にテオドシウス・ティング（米国聖公会宣教師・司祭）を入れて設計・建築技術を学ばせる。 |
| 青森聖アンデレ教会                                 | 1897年（明治30年）   | 青森                           | 現存せず         | |
| 聖路加教会（現・小浜聖ルカ教会）                   | 1897年（明治30年）   | 福井                           | 国登録文化財     | 1931年、増改築、設計はJ.V.W.バーガミニー                                                                                                 |
| 京都聖三一教会（現・聖アグネス教会）               | 1898年（明治31年）   | 京都                           | 京都市指定文化財 | |
| 横浜クリケットパビリオン                           | 1898年（明治31年）   | 神奈川                         | 現存せず         | |
| 日光変容貌教会                                     | 1899年（明治32年）   | 栃木                           | 現存せず         | |
| 水戸聖ペテロ教会（後・水戸聖ステパノ教会）         | 1905年（明治38年）   | 茨城                           | 現存せず         | |
| 福島聖ステパノ教会                                 | 1905年（明治38年）   | 福島                           | 現存             | 設計は英国人宣教師ウィリアム・スマート。ガーディナーが設計指導。                                                                         |
| 青山学院新ガウチャー館                             | 1906年（明治39年）   | 東京                           | 現存せず         | |
| 京都聖ヨハネ教会堂                                 | 1907年（明治40年）   | 京都（現在は愛知）             | 重要文化財       | 博物館明治村に移築保存 |
| 青山学院大講堂（弘道館）                           | 1907年（明治40年）   | 東京                           | 現存せず         | 間島記念館は関東大震災で倒壊した大講堂（弘道館）の外観を基に1929年竣工                                                                   |
| 遺愛女学校寄宿舎                                   | 1907年（明治40年）   | 北海道・函館                   | 現存せず         | 竣工間近に焼失 |
| 外交官の家（旧内田定槌邸）                         | 1908年（明治41年）   | 東京（現在は神奈川）           | 重要文化財       | 横浜に移築保存 |
| 遺愛女学校校舎（現遺愛学院本館）                   | 1908年（明治41年）   | 北海道・函館                   | 重要文化財       | 1935年、講堂および渡り廊下増築、設計はW.M.ヴォーリズ                                                                                     |
| 遺愛女学校宣教師館（現遺愛学院「ホワイトハウス」） | 1908年（明治41年）   | 北海道・函館                   | 重要文化財       | |
| 村井吉兵衛京都別邸（長楽館）                       | 1909年（明治42年）   | 京都                           | 重要文化財       | |
| 遺愛女学校雨天体操場                               | 1909年（明治42年）   | 北海道・函館                   | 現存せず         | |
| 東京聖テモテ教会聖堂                               | 1909年（明治42年）   | 東京・本郷                     | 現存せず         | 1945年戦災で焼失。1950年再建。森鴎外の小説「青年」に登場。 1932年国産第1号パイプオルガン設置。                                           |
| ガーディナー邸                                     | 1910年（明治43年）   | 東京・土手三番町               | 現存せず         | |
| ガーディナー日光別邸（下赤門）                     | 1910年（明治43年）頃 | 栃木                           | 現存せず         | |
| 某氏日光別邸（上赤門）（現・エマーソン邸）         | 1910年（明治43年）頃 | 栃木                           | 現存             | |
| 山形聖ペテロ教会                                   | 1910年（明治43年）頃 | 山形                           | 登録有形文化財   | 設計は英国人宣教師ウィリアム・スマート。ガーディナーが設計指導。                                                                         |
| 吉川重吉男爵邸                                     | 1911年（明治44年）   | 東京                           | 現存せず         | |
| 村井吉兵衛東京本邸                                 | 1911年（明治44年）   | 東京                           | 現存せず         | |
| イタリア大使館官舎                                 | 1911年（明治44年）頃 | 東京                           | 現存せず         | |
| ドイツ大使館参事官官舎                             | 1911年（明治44年）頃 | 東京                           | 現存せず         | |
| 大山公爵邸                                         | 1911年（明治44年）頃 | 東京                           | 現存せず         | |
| 立教大学池袋キャンパスマスタープラン               | 1912年（明治45年）   | 東京                           | 実現せず         | 計画のみ |
| 小田良治札幌別邸                                   | 1913年（大正2年）    | 北海道                         | 現存せず         | |
| 露国大使館舞踏室                                   | 1913年（大正2年）    | 東京                           | 現存せず         | |
| 德川侯爵森ヶ崎別邸                                 | 1913年（大正2年）    | 東京                           | 現存せず         | |
| エンゼル館                                         | 1913年（大正2年）    | 札幌                           | 現存せず         | ガーディナー建築事務所の荒木賢治が担当                                                                                                   |
| 日光真光教会礼拝堂                                 | 1914年（大正3年）    | 栃木                           | 栃木県指定文化財 | |
| 渡辺子爵邸洋室内装                                 | 1917年（大正6年）    | 東京                           |                  | 博物館明治村で解体材保管 |
| ポルトガル公使館                                   | 1917年（大正6年）頃  | 東京                           | 現存せず         | |
| オランダ公使館参事官官舎                           | 1917年（大正6年）頃  | 東京                           | 現存せず         | |
| 村井貞之助葉山別邸（嶺秋荘）                       | 1920年（大正9年）    | 神奈川                         | 現存せず         | |
| 弘前昇天教会                                       | 1921年（大正10年）   | 青森                           | 青森県指定文化財 | 娘婿で当時司祭であった宣教師シャーリー・Ｈ・ニコルスの下で改築。                                                                         |
| 浅草聖ヨハネ教会二代礼拝堂                         | 1922年（大正11年）   | 東京浅草区栄久町（台東区蔵前） | 現存せず         | 設計主任は上林敬吉。関東大震災により灰燼に帰す。                                                                                         |
| 小田良治邸（のちのフィリピン大使館）               | 1924年（大正13年）   | 東京                           | 現存せず         | 天文台つきの洋館。日本の個人住宅で完全空調設備が施工された第1号。                                                                        |
| スペイン公使館（現・スペイン大使館公邸）           | 1927年（昭和2年）    | 東京                           | 現存             | ガーディナー建築事務所の上林敬吉が担当                                                                                                   |
| オランダ大使館（現・オランダ大使館公邸）           | 1928年（昭和3年）    | 東京                           | 現存             | ガーディナー建築事務所の上林敬吉が担当                                                                                                   |

### その他
- 駐日フランス大使館[要検証 – ノート]
- 駐日スイス大使館[要検証 – ノート]
- ロシア大使館附海軍武官官舎[4]